# Castlevania Dominus Collection
Castlevania Dominus Collection es un paquete recopilatorio que incluye los tres títulos de la saga Castlevania lanzados originalmente para Nintendo DS: Castlevania: Dawn of Sorrow, Castlevania: Portrait of Ruin y Castlevania: Order of Ecclesia. El paquete también incluye el videojuego arcade Haunted Castle de 1988, así como una nueva versión de este título con gráficos y mecánicas de jugabilidad mejorados llamada Haunted Castle Revisited.
Se estrenó el 27 de agosto de 2024 en Nintendo Switch, PC (Steam), PlayStation 5 y Xbox Series X y Series S.

## Lista de videojuegos
- Haunted Castle (estrenado originalmente para arcade en 1988)
- Castlevania: Dawn of Sorrow (estrenado originalmente para DS en 2005)
- Castlevania: Portrait of Ruin (estrenado originalmente para DS en 2006)
- Castlevania: Order of Ecclesia (estrenado originalmente para DS en 2008)
- Haunted Castle Revisited (una nueva versión del videojuego arcade Haunted Castle de 1988)

## Características
- Dado que los tres títulos de la compilación se desarrollaron originalmente para Nintendo DS, se realizaron los siguientes cambios para lograr compatibilidad y mejorar la experiencia de juego:
  - Diseño multipantalla
    - Los jugadores tienen la posibilidad de elegir cómo se muestran las pantallas múltiples, ya sea en el diseño original, colocando las pantallas duales una al lado de la otra o redimensionando una para que sea más grande que la otra y viceversa.
      - Esta función permite mostrar las dos pantallas superiores (mapa y estado) al mismo tiempo, lo que no era posible en una Nintendo DS.

  - Controles táctiles
    - Los jugadores pueden ajustar los botones que deben presionar en situaciones en las que la pantalla táctil es necesaria, como el sistema de sello mágico en Castlevania: Dawn of Sorrow o al usar los poderes de hielo de Stella y Loretta.

  - Rebobinar
    - Los jugadores tienen la opción de reproducir un momento exacto antes de que se agote su vitalidad en una partida para evitar que se acabar teniendo un game over.
- Guardado rápido
- Galería de arte
- Banda sonora
  - Música en calidad HD de los títulos de la compilación disponible.
- Diálogos retraducidos para que sean traducciones más literales del diálogo japonés original.
  -     - Cabe señalar que se han encontrado varios errores tipográficos en el nuevo diálogo, como cuando Celia Fortner dice "You may call me Celia. And I am here to see your[sic] dead" durante la apertura de Castlevania: Dawn of Sorrow, a diferencia del diálogo original, que era "You may call me Celia. But not for long...". No obstante, este error en específico se encuentra solo en la traducción anglosajona del juego, puesto que el texto en español permanece idéntico a la versión de Nintendo DS.

## Desarrollo
Esta recopilación de la trilogía de Nintendo DS se anunció el mismo día de su lanzamiento en el Nintendo Direct del 27 de agosto de 2024 para Nintendo Switch y sin ningún anuncio previo. El trailer del paquete también reveló la inclusión del videojuego arcade Haunted Castle de 1988, así como el "nuevo" videojuego adicional Haunted Castle Revisited, una nueva versión del título mencionado anteriormente. Más tarde, en la misma fecha, se reveló que el paquete también se lanzaría en otras plataformas contemporáneas como PC (Steam), PlayStation 5 y Xbox Series X/S.

## Parches
La actualización 1.01 se lanzó el 15 de octubre de 2024.
Detalles de la actualización (registro de cambios):
- Se agregaron ilustraciones nueva de Castlevania: Order of Ecclesia en el modo Galería.
- En Castlevania: Dawn of Sorrow, se corrigió un error que haría que el comportamiento de algunos enemigos jefes fuera incorrecto en el Modo Julius.
- En Castlevania: Portrait of Ruin, se reprodujeron algunos de los glitches menores originales que usaba la comunidad para crear exploits ("no es un bug, es una característica").
- En la versión de Steam, ahora se puede guardar las preferencias del modo de pantalla (Modo de ventana / Modo de pantalla completa).
- En la versión de Steam, se puede elegir entre el modo de ventana y el modo de pantalla completa directamente desde el menú de pausa.
- Se corrigieron otros errores y se mejoró la estabilidad.

La actualización para la versión 1.0.3 lanzada el 13 de diciembre de 2024 agregó nuevas opciones de diseño de pantalla para los videojuegos de Nintendo DS y un Modo Boss Rush a Haunted Castle Revisited, entre otras correcciones de errores.